# Chaerephon tomensis
Chaerephon tomensis là một loài động vật có vú trong họ Dơi thò đuôi, bộ Dơi. Loài này được Juste & Ibañez miêu tả năm 1993.